# Los Angeles Kings
Los Angeles Kings – amerykański klub hokejowy z siedzibą w Los Angeles (Kalifornia), występujący w lidze NHL.
Zespół posiada afiliacje w postaci klubów farmerskich w niższych ligach. Tę funkcję pełnią Manchester Monarchs w lidze AHL i Ontario Reign w rozgrywkach ECHL.

## Osiągnięcia
- Puchar Stanleya: 2012, 2014
- Clarence S. Campbell Bowl: 1993, 2012, 2014
- Mistrzostwo dywizji: 1991

## Sezon po sezonie
| Ostatnie sezony | Ostatnie sezony | Ostatnie sezony | Ostatnie sezony | Ostatnie sezony | Ostatnie sezony | Ostatnie sezony | Ostatnie sezony | Ostatnie sezony | Ostatnie sezony | Ostatnie sezony | Ostatnie sezony | Ostatnie sezony | Ostatnie sezony              |
| Sezon           | Konferencja     | Miejsce         | Dywizja         | Miejsce         | Mecze           | Z               | P               | R               | PK              | Pkt             | ZB              | SB              | Wyniki play-off              |
| --------------- | --------------- | --------------- | --------------- | --------------- | --------------- | --------------- | --------------- | --------------- | --------------- | --------------- | --------------- | --------------- | ---------------------------- |
|                 |                 |                 |                 |                 |                 |                 |                 |                 |                 |                 |                 |                 |                              |
| 2019–20         | Zachodnia       | 14              | Pacyficzna      | 7               | 701             | 29              | 35              | –               | 6               | 64              | 178             | 212             | Nie zakwalifikowała się      |
|                 |                 |                 |                 |                 |                 |                 |                 |                 |                 |                 |                 |                 |                              |
| 2018–19         | Zachodnia       | 15              | Pacyficzna      | 8               | 82              | 31              | 42              | –               | 9               | 71              | 202             | 263             | Nie zakwalifikowała się      |
|                 |                 |                 |                 |                 |                 |                 |                 |                 |                 |                 |                 |                 |                              |
| 2017–18         | Zachodnia       | 7               | Pacyficzna      | 4               | 82              | 45              | 29              | –               | 8               | 98              | 239             | 203             | Porażka z Golden Knights 0-4 |
|                 |                 |                 |                 |                 |                 |                 |                 |                 |                 |                 |                 |                 |                              |
| 2016–17         | Zachodnia       | 10              | Pacyficzna      | 5               | 82              | 39              | 35              | –               | 8               | 86              | 201             | 205             | Nie zakwalifikowała się      |
|                 |                 |                 |                 |                 |                 |                 |                 |                 |                 |                 |                 |                 |                              |
| 2015–16         | Zachodnia       | 5               | Pacyficzna      | 2               | 82              | 48              | 28              | –               | 6               | 102             | 225             | 195             | Porażka z Sharks 1-4         |

| Sezony od 2010/2011 do 2014/2015 | Sezony od 2010/2011 do 2014/2015 | Sezony od 2010/2011 do 2014/2015 | Sezony od 2010/2011 do 2014/2015 | Sezony od 2010/2011 do 2014/2015 | Sezony od 2010/2011 do 2014/2015 | Sezony od 2010/2011 do 2014/2015 | Sezony od 2010/2011 do 2014/2015 | Sezony od 2010/2011 do 2014/2015 | Sezony od 2010/2011 do 2014/2015 | Sezony od 2010/2011 do 2014/2015 | Sezony od 2010/2011 do 2014/2015 | Sezony od 2010/2011 do 2014/2015 | Sezony od 2010/2011 do 2014/2015                                                                 |
| Sezon                            | Konferencja                      | Miejsce                          | Dywizja                          | Miejsce                          | Mecze                            | Z                                | P                                | R                                | PK                               | Pkt                              | ZB                               | SB                               | Wyniki play-off                                                                                  |
| -------------------------------- | -------------------------------- | -------------------------------- | -------------------------------- | -------------------------------- | -------------------------------- | -------------------------------- | -------------------------------- | -------------------------------- | -------------------------------- | -------------------------------- | -------------------------------- | -------------------------------- | ------------------------------------------------------------------------------------------------ |
|                                  |                                  |                                  |                                  |                                  |                                  |                                  |                                  |                                  |                                  |                                  |                                  |                                  |                                                                                                  |
| 2014–15                          | Zachodnia                        | 9                                | Pacyficzna                       | 4                                | 82                               | 40                               | 27                               | –                                | 15                               | 95                               | 220                              | 205                              | Nie zakwalifikowała się                                                                          |
|                                  |                                  |                                  |                                  |                                  |                                  |                                  |                                  |                                  |                                  |                                  |                                  |                                  |                                                                                                  |
| 2013–14                          | Zachodnia                        | 6                                | Pacyficzna                       | 3                                | 82                               | 46                               | 28                               | –                                | 8                                | 100                              | 206                              | 174                              | Zwycięstwo z Sharks 4-3 Zwycięstwo z Ducks 4-3 Zwycięstwo z Blackhawks 4-3 Zwycięstwo z Rangers  |
|                                  |                                  |                                  |                                  |                                  |                                  |                                  |                                  |                                  |                                  |                                  |                                  |                                  |                                                                                                  |
| 2012–13                          | Zachodnia                        | 5                                | Pacyficzna                       | 2                                | 48                               | 27                               | 16                               | –                                | 5                                | 59                               | 133                              | 118                              | Zwycięstwo z Blues 4-2 Zwycięstwo z Sharks 4-3 Porażka z Blackhawks 1-4                          |
|                                  |                                  |                                  |                                  |                                  |                                  |                                  |                                  |                                  |                                  |                                  |                                  |                                  |                                                                                                  |
| 2011–12                          | Zachodnia                        | 8                                | Pacyficzna                       | 3                                | 82                               | 40                               | 27                               | –                                | 15                               | 95                               | 194                              | 179                              | Zwycięstwo z Canucks 4-1 Zwycięstwo z Blues 4-0 Zwycięstwo z Coyotes 4-1 Zwycięstwo z Devils 4-2 |
|                                  |                                  |                                  |                                  |                                  |                                  |                                  |                                  |                                  |                                  |                                  |                                  |                                  |                                                                                                  |
| 2010–11                          | Zachodnia                        | 7                                | Pacyficzna                       | 4                                | 82                               | 46                               | 30                               | –                                | 6                                | 98                               | 219                              | 198                              | Porażka z Sharks 2-4                                                                             |

Legenda:

Z = Zwycięstwa, P = Porażki, R = Remisy (do sezonu 2004/2005), PK = Przegrane po dogrywce lub karnych, Pkt = Punkty, ZB = Bramki zdobyte, SB = Bramki stracone
| Puchar Stanleya | Mistrz Konferencji | Mistrz Dywizji | Awans do play-off | Presidents’ Trophy |

- 1 Sezon zasadniczy ze względu na epidemię koronawirusa został przerwany a następnie zakończony.

## Zawodnicy
W klubie występował przez osiem sezonów, w latach od 1988/1989 do 1995/1996, jeden z najwybitniejszych hokeistów w historii Wayne Gretzky.

### Numery zastrzeżone
| Numer | Zawodnik       | Pozycja                              | Kariera                              | Data zastrzeżenia   |
| ----- | -------------- | ------------------------------------ | ------------------------------------ | ------------------- |
| 4     | Rob Blake      | Obrońca                              | 1990–2001, 2006–2008                 | 17 stycznia 2015    |
| 16    | Marcel Dionne  | Środkowy                             | 1975–1987                            | 8 listopada 1990    |
| 18    | Dave Taylor    | Prawoskrzydłowy                      | 1977-1994                            | 3 kwietnia 1995     |
| 20    | Luc Robitaille | Lewoskrzydłowy                       | 1986-94, 1997–2001, 2003-06          | 20 stycznia 2007    |
| 30    | Rogie Vachon   | Bramkarz                             | 1972–1978                            | 14 lutego 1985      |
| 99    | Wayne Gretzky  | Środkowy                             | 1988–1996                            | 9 października 2002 |
|       |                |                                      |                                      |                     |
| 99    | Wayne Gretzky  | Numer zastrzeżony dla całej ligi NHL | Numer zastrzeżony dla całej ligi NHL | 6 lutego 2000       |